# Доситеј I Јерусалимски
Доситеј Јерусалимски (грч. Δοσιθεος; умро после 1191.) је два пута био васељенски патријарх Константинопоља (9 дана у фебруару 1189. и поново од септембра/октобра 1189. ) док није поново враћен на трон патријарха јерусалимског и абдицирао као патријарх цариградски 10. септембра 1191. 
Претходно је био грчки православни патријарх Јерусалима (1187–1189). Био је близак пријатељ византијског цара Исака II Анђела.